# Desaparecido para Sempre
Desaparecido para Sempre (em inglês Gone for Good) é um romance policial e de mistério escrito pelo escritor americano Harlan Coben, publicado em 2002.

## Sinopse
A vizinha de Will foi assassinada e o principal suspeito era seu irmão Ken, passaram-se onze anos, Ken havia desaparecido depois do assassinato, e mesmo sendo o principal suspeito, sua família acreditava na sua inocência e também em que já estava morto, porém no leito de morte a mãe de Will revela-lhe que seu irmão estava vivo, Will vai a procura de seu irmão, acreditado em sua inocência, sua namorada Sheila desaparece também. Ele conta com seu amigo Squares para o ajudar em sua busca, já que Squares é um famoso mestre de Ioga e tem acesso a quem quiser. Will é suspeito do desaparecimento de sua namorada e em meio de várias reviravoltas acaba se envolvendo com gângsteres perigosos e agentes do FBI.